# 3e cérémonie des Georgia Film Critics Association Awards
La 3e cérémonie des Georgia Film Critics Association Awards (GFCA Awards), décernés par la Georgia Film Critics Association (GAFCA), association créée en 2011 dans le but de promouvoir la critique cinématographique et l'industrie cinématographique dans l'État de Géorgie, a eu lieu le 10 janvier 2014, et a récompensé les films réalisés l'année précédente.

## Palmarès

### Meilleur film
- Her
  - American Bluff (American Hustle)
  - Gravity
  - Inside Llewyn Davis
  - Mud : Sur les rives du Mississippi (Mud)
  - Twelve Years a Slave
  - Le Loup de Wall Street (The Wolf of Wall Street)
  - States of Grace (Short Term 12)
  - The Spectacular Now
  - Upstream Color

### Meilleur réalisateur
- Alfonso Cuaron pour Gravity
  - Steve McQueen pour Twelve Years a Slave
  - Martin Scorsese pour Le Loup de Wall Street (The Wolf of Wall Street)
  - Joel et Ethan Coen pour Inside Llewyn Davis
  - Shane Carruth pour Upstream Color

### Meilleur acteur
- Chiwetel Ejiofor pour le rôle de Solomon Northup dans Twelve Years a Slave
  - Leonardo DiCaprio pour le rôle de Jordan Belfort dans Le Loup de Wall Street (The Wolf of Wall Street)
  - Matthew McConaughey pour le rôle de Ron Woodroof dans Dallas Buyers Club
  - Oscar Isaac pour le rôle de Llewyn Davis dans Inside Llewyn Davis
  - Joaquin Phoenix pour le rôle de Theodore Twombley dans Her

### Meilleure actrice
- Cate Blanchett pour le rôle de Jasmine dans Blue Jasmine
  - Amy Adams pour le rôle de Sydney Prosser dans American Bluff (American Hustle)
  - Sandra Bullock pour le rôle du Dr Ryan Stone dans Gravity
  - Judi Dench pour le rôle de Philomena Lee dans Philomena
  - Brie Larson pour le rôle de Grace dans States of Grace (Short Term 12)
  - Amy Seimetz pour le rôle de Kris dans Upstream Color

### Meilleur acteur dans un second rôle
- Michael Fassbender pour le rôle d'Edwin Epps dans Twelve Years a Slave
  - Barkhad Abdi pour le rôle d'Abduwali Muse dans Capitaine Phillips (Captain Phillips)
  - Jared Leto pour le rôle de Rayon dans Dallas Buyers Club
  - Bradley Cooper pour le rôle de  dans Le Loup de Wall Street (The Wolf of Wall Street)
  - John Goodman pour le rôle de  dans Inside Llewyn Davis
  - Jonah Hill pour le rôle de  dans Le Loup de Wall Street (The Wolf of Wall Street)

### Meilleure actrice dans un second rôle
- Lupita Nyong'o pour le rôle de Patsey l'esclave dans Twelve Years a Slave
  - Jennifer Lawrence pour le rôle de Rosalyn Rosenfeld dans American Bluff (American Hustle)
  - June Squibb pour le rôle de Kate Grant dans Nebraska
  - Sally Hawkins pour le rôle de Ginger dans Blue Jasmine
  - Margot Robbie pour le rôle de Naomi Belfort dans Le Loup de Wall Street (The Wolf of Wall Street)

### Meilleur scénario original
- Her – Spike Jonze
  - American Bluff (American Hustle) – Eric Singer et David O. Russell
  - Frances Ha – Noah Baumbach et Greta Gerwig
  - Mud : Sur les rives du Mississippi (Mud) – Jeff Nichols
  - Upstream Color – Shane Carruth

### Meilleur scénario adapté
- States of Grace (Short Term 12) – Destin Cretton
  - Twelve Years a Slave – John Ridley
  - Philomena – Steve Coogan et Jeff Pope
  - The Spectacular Now – Scott Neustadter et Michael H. Weber
  - Prince of Texas (Prince Avalanche) – David Gordon Green

### Meilleure photographie
- Gravity – Emmanuel Lubezki
  - Twelve Years a Slave – Sean Bobbitt
  - Inside Llewyn Davis – Bruno Delbonnel
  - À la merveille (To the Wonder) – Emmanuel Lubezki
  - Upstream Color – Shane Carruth

### Meilleure direction artistique
- Gravity – Andy Nicholson
  - Twelve Years a Slave – Adam Stockhausen
  - Inside Llewyn Davis – Jess Gonchor (en)
  - American Bluff (American Hustle) – Judy Becker (en)
  - Man of Steel – Alex McDowell

### Meilleure musique de film
- Her – Arcade Fire et Owen Pallett
  - Gravity – Steven Price
  - Twelve Years a Slave – Hans Zimmer
  - Man of Steel – Hans Zimmer
  - Upstream Color – Shane Carruth

### Meilleure chanson originale
- "Please Mr. Kennedy" interprétée par Justin Timberlake, Oscar Isaac et Adam Driver – Inside Llewyn Davis
  - "Almost Home" interprétée par Mariah Carey – Le Monde fantastique d'Oz (Oz the Great and Powerful)
  - "Let it Go" interprétée par Idina Menzel – La Reine des neiges (Frozen)
  - "So You Know What It's Like" interprétée par Keith Stanfield – States of Grace (Short Term 12)
  - "Stay Alive" interprétée par Ryan Adams et Theodore Shapiro – La Vie rêvée de Walter Mitty (The Secret Life of Walter Mitty)
  - "Young and Beautiful" interprétée par Lana Del Rey, Rick Nowels – Gatsby le Magnifique (The Great Gatsby)

### Meilleur film d'animation
- La Reine des neiges (Frozen)
  - Les Croods (The Croods)
  - Moi, moche et méchant 2 (Despicable Me 2)
  - Epic : La Bataille du royaume secret (Epic)
  - Le vent se lève (風立ちぬ, Kaze tachinu)

### Meilleur film documentaire
- Stories We Tell
  - 20 Feet from Stardom
  - Cutie and the Boxer
  - Muscle Shoals
  - ¡Vivan las Antipodas!

### Meilleur ensemble
- American Bluff (American Hustle)
  - States of Grace (Short Term 12)
  - The Spectacular Now
  - Twelve Years a Slave
  - Le Loup de Wall Street (The Wolf of Wall Street)

### Meilleur film en langue étrangère
- No •  Chili /  Mexique /  États-Unis
  - Expedition to the End of the World •  Danemark
  - La grande bellezza •  France /  Italie
  - Lore •  Australie /  Allemagne
  - Le Passé •  France

### Breakthrough Award
- Brie Larson pour Don Jon, States of Grace (Short Term 12), The Spectacular Now
  - Sophie Kennedy Clark pour Philomena
  - Lupita Nyong'o pour Twelve Years a Slave
  - Amy Seimetz pour Lucky Them, 9 Full Moons, Pit Stop, The Sacrament, Sun Don't Shine, Upstream Color
  - Tye Sheridan pour Joe, Mud : Sur les rives du Mississippi (Mud)
  - Miles Teller pour The Spectacular Now, 21 and Over

## Récompenses et nominations multiples

### Nominations multiples

#### Cinéma
10 : Twelve Years a Slave
7 : Inside Llewyn Davis, Le Loup de Wall Street
6 : American Bluff, Gravity
5 : States of Grace (Short Term 12), Upstream Color
4 : Her
3 : Mud : Sur les rives du Mississippi, The Spectacular Now
2 : Mud : Sur les rives du Mississippi, Dallas Buyers Club, Blue Jasmine, Philomena, Man of Steel, La Reine des neiges

#### Personnalités
3 : Shane Carruth
2 : Emmanuel Lubezki, Oscar Isaac, Lupita Nyong'o, Hans Zimmer, Amy Seimetz, Amy Seimetz

### Récompenses multiples

#### Cinéma
3 / 4 : Her
3 / 6 : Gravity
3 / 10 : Twelve Years a Slave

#### Personnalités
Aucune

### Les grands perdants

#### Cinéma
0 / 7 : Le Loup de Wall Street
1 / 6 : Inside Llewyn Davis, American Bluff

#### Personnalité
0 / 3 : Shane Carruth